# Arseniusz Wielki
Arseniusz Pustelnik, Arseniusz Wielki (ur. ok. 354 w Rzymie, zm. ok. 445-449) – mnich chrześcijański z klasztoru Sketes, z pochodzenia Rzymianin, jeden z Ojców pustyni; święty katolicki. Jego wspomnienie obchodzone jest 8 maja, zaś starsze martyrologia wspominają Arseniusza Wielkiego także 17 lipca.
Informacje o nim pochodzą z dwóch żywotów: anonimowego oraz spisanego przez Teodora Studyty, dla których z kolei podstawą były zbiory przypisywanych Arseniuszowi apoftegmatów. Według zawartych w nich informacji, Arseniusz był potomkiem senatorów rzymskich i był przed podjęciem życia pustelniczego wychowawcą synów Teodozjusza Wielkiego: Arkadiusza i Honoriusza. Za rządów cesarza Teodozjusza I Wielkiego był diakonem wyświęconym przez papieża Damazego. Do ucieczki z Rzymu zmusił go spisek, jaki zawiązali jego wychowankowie. Od ok. 385 r. poświęcił życie samotnej kontemplacji na górze Scete (Egipt, w okolicach Sketis). Żyjąc na pustyni, Arseniusz odmawiał przyjmowania gości; gdy patriarcha Aleksandrii Teofil, odwiedzający mnichów, przez sługę zapytał go, czy zostanie wpuszczony do jego pustelni, Arseniusz stwierdził, że jeśli wpuści jedną osobę, będzie musiał spotykać się ze wszystkimi chętnymi i odmówił. Surowość i nieprzystępność Arseniusza sprawiały, że był przez zapisujących apoftegmaty porównywany z prostym w obejściu i serdecznym ojcem Mojżeszem.
Prawdopodobnie około 411 r., w obliczu zagrożenia jakie stanowili grasujący libijscy łupieżcy powędrował pod Aleksandrię, a później do Troe, w okolicach Memfis. Arseniusz przeżył najazd Berberów na Sketes na początku V w. i prawdopodobnie jeszcze przez jakiś czas żył na dawnym miejscu. Następnie schronił się w Kanopos, by ostatecznie wrócić do Sketes. Po drugim spustoszeniu jego klasztorów w 434 przeniósł się na górę Troe i tam przeżył ostatnie piętnaście lat życia. Zmarł nad Morzem Czerwonym w wieku ok. 90 lat.